# Stasys Stonkus
Stanislovas Stonkus, detto Stasys (Telšiai, 29 dicembre 1931 – Kaunas, 19 febbraio 2012), è stato un cestista sovietico.

## Carriera
Con l'Unione Sovietica ha disputato due edizioni dei Giochi olimpici (Helsinki 1952, Melbourne 1956) e due dei Campionati europei (1955, 1957).